# Kościół Świętego Jakuba w Skierniewicach

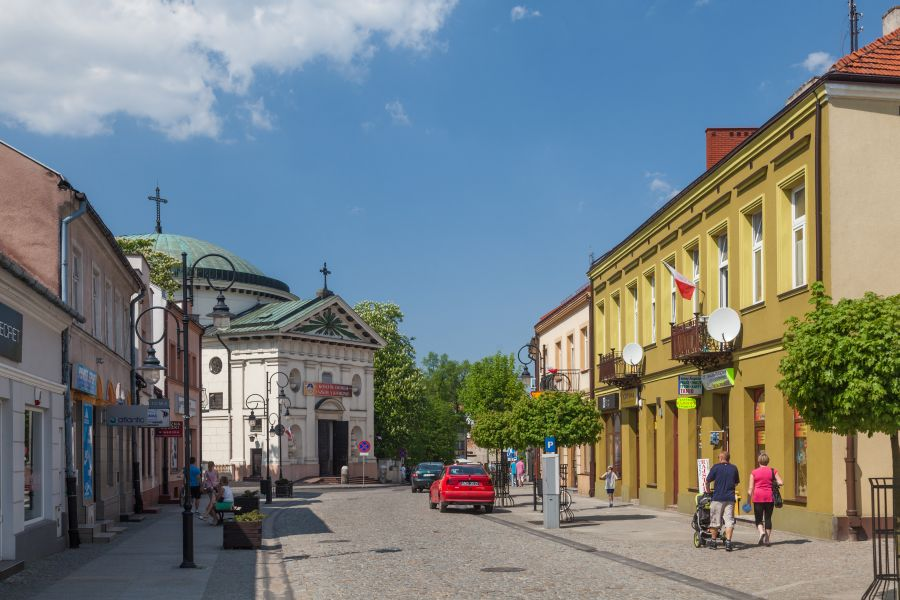
Ul.Senatorska – w tle kościół św.Jakuba

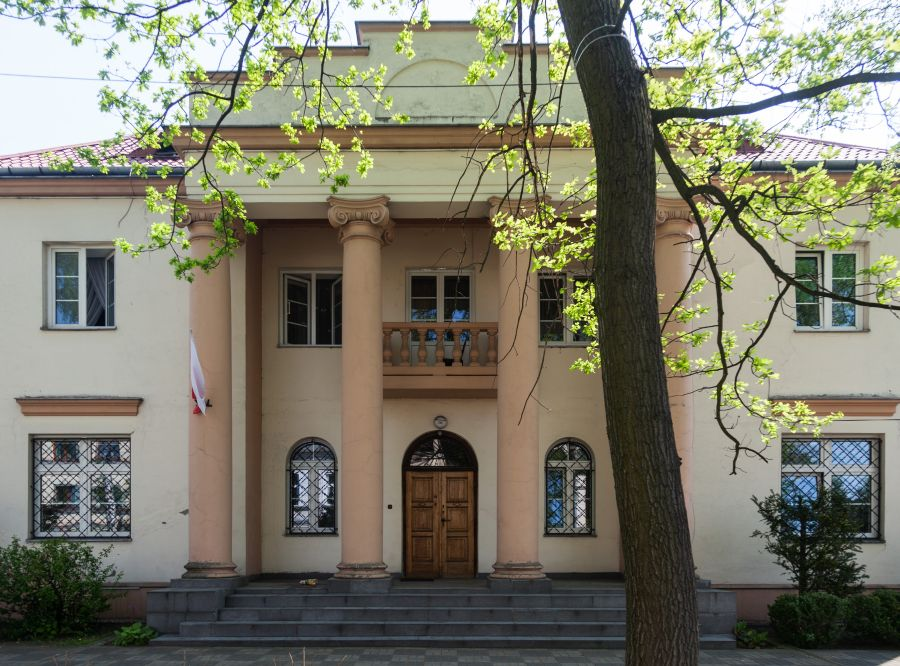
Plebania kościoła św. Jakuba

Kościół św.Jakuba Apostoła w Skierniewicach ufundowany w 1781 roku przez prymasa Antoniego Kazimierza Ostrowskiego. Projektowany łącznie z urządzeniem wnętrza i jego polichromią przez Efraima Schroegera. Jest murowany, zwrócony prezbiterium na zachód. Nawa na rzucie koła, prezbiterium zamknięte półkoliście. Przy prezbiterium znajduje się kwadratowa, czterokondygnacyjna wieża. Prezbiterium nakryte jest spłaszczoną półkopułą z okrągłym plafonem, na którym umieszczona jest płasko rzeźbiona półpostać anioła. Za odsuniętym od ściany ołtarzem głównym znajduje się oparty na kolumnach chór muzyczny z organami ufundowanymi przez prymasa Antoniego Ostrowskiego. Nawa przekryta jest spłaszczoną kopułą, a w niej iluzjonistycznie namalowane rozety z centralnie umieszczonym plafonem przedstawiającym Eklezję. W nawie nad wejściem loża przekształcona w drugiej połowie XX w. na drugi chór muzyczny. Fasada jest dwukondygnacyjna, podzielona pilastrami podtrzymującymi tympanon. Elewacje częściowo boniowane. Nawa nakryta niską kopułą a pozostałe dachy przekryte dwuspadowe, W wieży nakrytej namiotowym dachem z obeliskiem i zwieńczonej krzyżem ślady architektury gotyckiej. Kościół posiada sześć ołtarzy. W głównym: "Pan Jezus Ukrzyżowany", w bocznych: "Niepokalane Poczęcie NMP", "Ucieczka do Egiptu", "św. Jakub", "św. Wojciech", "św. Antoni". W podziemiach kościoła tuż pod amboną znajdują się krypty gdzie chowano zmarłych kapłanów, szlachtę, dworzan prymasowskich i niektórych mieszczan.
Kościół znajduje się przy ul. Senatorskiej. Patronem parafii jest Święty Jakub Starszy, Apostoł.

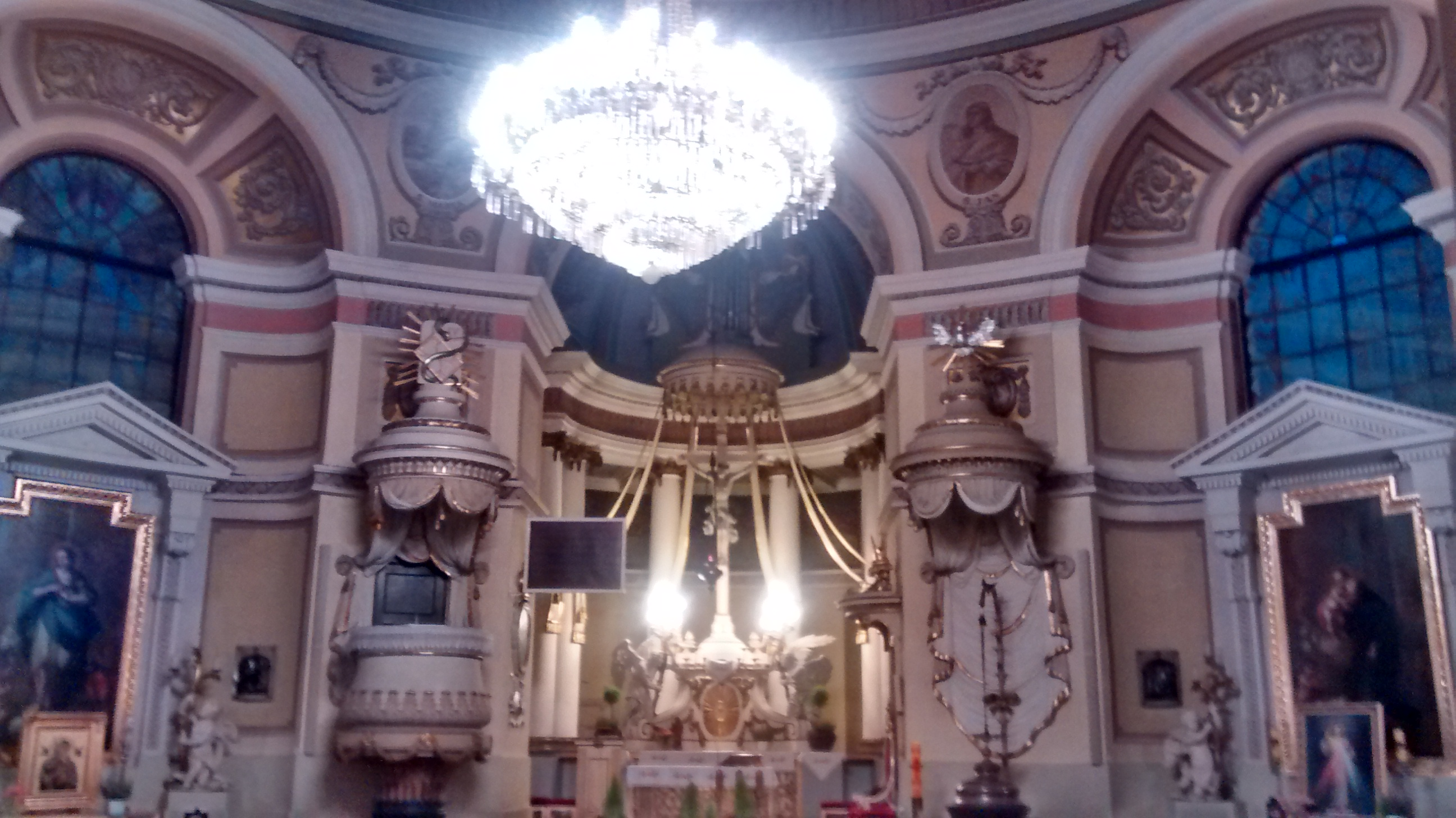
Ołtarz główny w kościele św. Jakuba
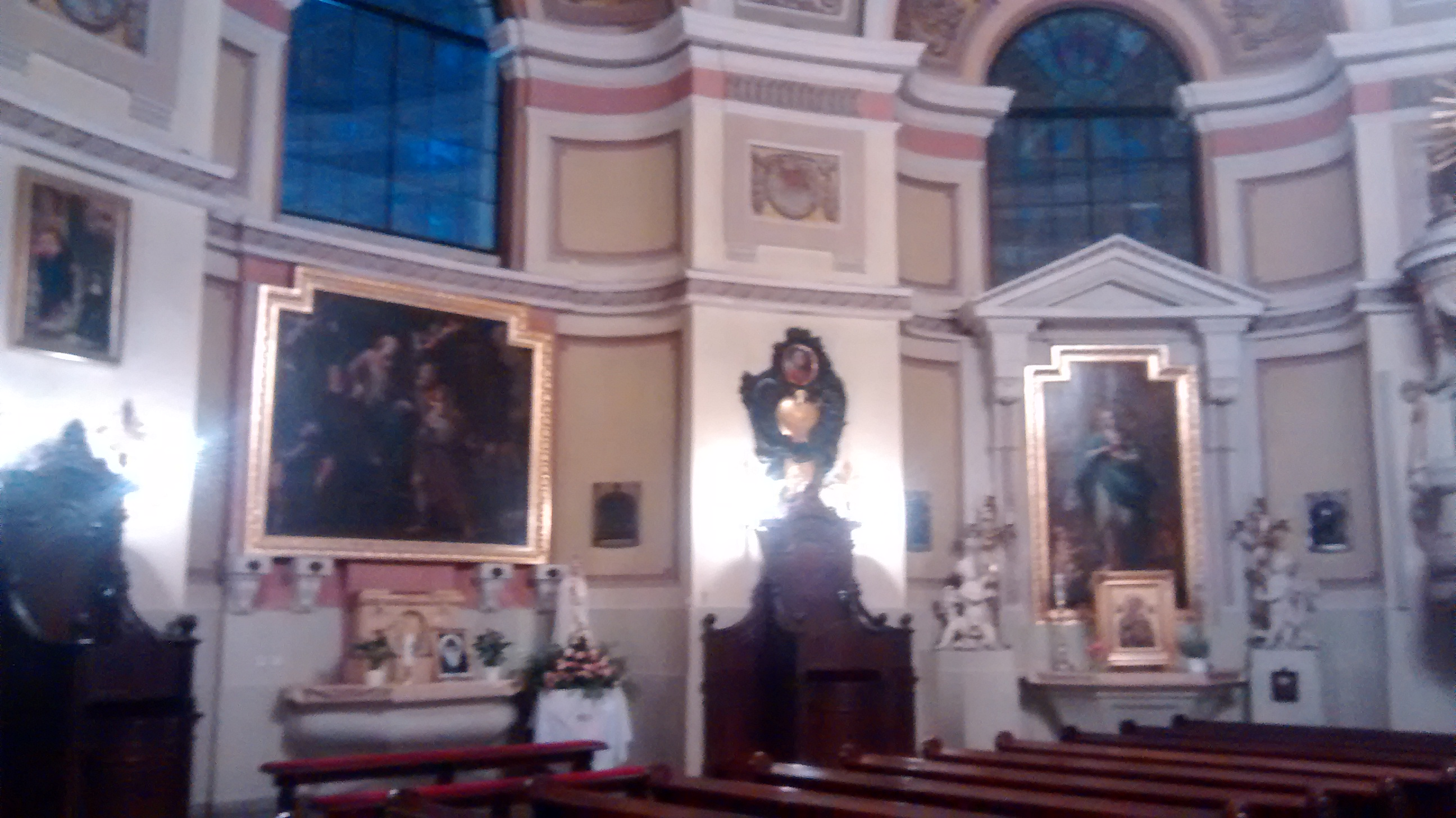
Wnętrze kościoła św. Jakuba w Skierniewicach
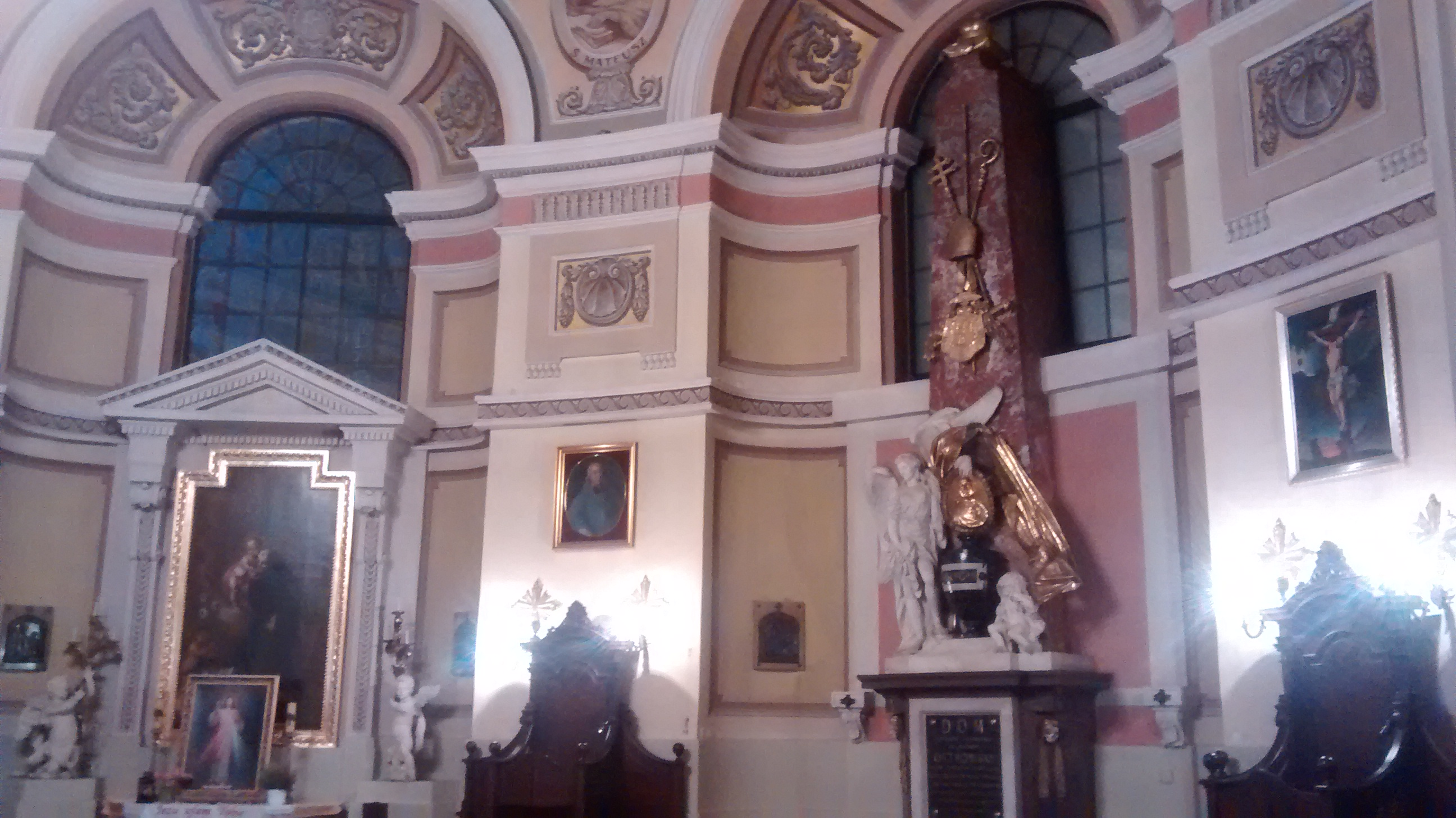
Wnętrze kościoła św. Jakuba w Skierniewicach od strony zachodniej